# Victor Klemperer
Victor Klemperer (Gorzów Wielkopolski, 1881. október 9. – Drezda, 1960. február 11.) német nyelvész, politikus, író, önéletrajzíró, naplóíró, egyetemi tanár és újságíró. Híres a naplóiról és újságcikkeiről, amelyek a zsidók helyzetét mutatják be hitelesen, hiszen ő maga is zsidó volt. Kalandos életpályája a politizálástól az első világháborún át a holokauszttúlélésig terjed.

## Művei
- Idealistische Neuphilologie (Festschrift für Karl Vossler zum 6. September 1922, mit Eugen Lerch), Heidelberg, 1922
- Die moderne französische Prosa 1870–1920. Leipzig, 1923
- Romanische Literaturen von der Renaissance bis zur Französischen Revolution (Mit Helmut Hatzfeld und Fritz Neubert – Handbuch der Literaturwissenschaft, Hg. von Oskar Walzel) Potsdam, 1924
- Jahrbuch für Philologie. (Mit Eugen Lerch) München, 1925 und 1927
- Die moderne französische Literatur und die deutsche Schule. Drei Vorträge. Leipzig, 1925
- Stücke und Studien zu modernen französischen Prosa. Leipzig, 1926
- Romanische Sonderart. Geistesgeschichtliche Studien. München, 1926
- Pierre Corneille. (Epochen der französischen Literatur) München, 1933
- Die französische Literatur von Napoleon bis zur Gegenwart. 4 Bde., Berlin, 1925–31 (Neuausgabe 1956 unter dem Titel Geschichte der französischen Literatur im 19. und 20. Jahrhundert)
- LTI – Notizbuch eines Philologen. Berlin, 1947 (Ausgabe beim Reclam Verlag Leipzig, ISBN 3-379-00125-2)
- Geschichte der französischen Literatur im 18. Jahrhundert. Bd. 1: Berlin, 1954, Bd. 2: Halle, 1966
- Geschichte der französischen Literatur im 18. Jahrhundert. Band II: Das Jahrhundert Rousseaus. Halle, 1966
- Curriculum Vitae. Erinnerungen 1881–1918. (Band I–II). Berlin, 1996, ISBN 3-7466-5500-5
- Leben sammeln, nicht fragen wozu und warum. Tagebücher 1919–1932. Berlin, 1996, ISBN 3-351-02391-X
- „Ich will Zeugnis ablegen bis zum letzten.“ Tagebücher 1933–1945 (Band I–VIII). Berlin, 1995, ISBN 3-7466-5514-5
- Und so ist alles schwankend – Tagebücher Juni–Dezember 1945. Berlin, 1996, ISBN 3-7466-5515-3
- So sitze ich denn zwischen allen Stühlen. Tagebücher 1945–1959 (Band I–II). Berlin, 1999, ISBN 3-351-02393-6
- Das Tagebuch 1933–1945. Eine Auswahl für junge Leser. Bearbeitet von Harald Roth. Aufbau-Taschenbuch 5516, Berlin, 1997, ISBN 3-7466-5516-1
- Victor Klemperer: Die Tagebücher 1933–1945. Kritische Gesamtausgabe. CD-ROM. Berlin, 2007, ISBN 978-3-89853-550-2
- „Ich will Zeugnis ablegen bis zum letzten.“ Tagebücher 1933–1945. Eine Auswahl. Berlin, 2007 (SpiegelEdition 23) ISBN 978-3-87763-023-5

## Magyarul
- A Harmadik Birodalom nyelve; ford. Lukáts János; TK, Bp., 1984 (Membrán könyvek)
- A Harmadik Birodalom nyelve. Egy filológus feljegyzései; ford. Lukáts János, szerk., utószó, jegyz. Kiss Barnabás, jegyz. ford., kieg. Nagy Márk; Ampersand, Bp., 2021